# Ху Цин
Ху Цин (кит. 胡 青; род. 19 января 1986, Луань, Аньхой) — китайский боксёр, представитель лёгкой весовой категории. Выступал за национальную сборную КНР по боксу в 2005—2012 годах, чемпион Азиатских игр, серебряный призёр Кубка мира, победитель и призёр многих турниров международного значения, участник летних Олимпийских игр в Пекине.

## Биография
Ху Цин родился 19 января 1986 года в городском округе Луань провинции Аньхой, КНР.
Впервые заявил о себе в боксе на взрослом международном уровне в сезоне 2005 года, когда вошёл в основной состав китайской национальной сборной и выступил на домашнем чемпионате мира в Мяньяне — в зачёте лёгкой весовой категории сумел дойти до 1/16 финала, проиграв турку Сельчуку Айдыну.
В 2006 году одержал победу на Азиатских играх в Дохе, принял участие в двух матчевых встречах со сборной Италии, дважды уступив итальянскому боксёру Доменико Валентино.
В 2007 году взял бронзу на Гран-при Усти в Чехии, боксировал на чемпионате Азии в Улан-Баторе, где уже на предварительном этапе был остановлен представителем КНДР Ким Сон Гуком. При этом на чемпионате мира в Чикаго так же выбыл из борьбы за медали на предварительном этапе, проиграв украинцу Александру Ключко.
На Азиатской олимпийской квалификации в Бангкоке победил всех своих соперников по турнирной сетке и тем самым прошёл отбор на домашние летние Олимпийские игры 2008 года в Пекине. В категории до 60 кг благополучно прошёл первых двух оппонентов, тогда как в третьем бою со счётом 6:9 потерпел поражение от француза Дауда Сов. Также в этом сезоне отметился выступлением на Кубке мира в Москве, стал здесь серебряным призёром, проиграв финальный решающий поединок россиянину Альберту Селимову.
После пекинской Олимпиады Ху остался в составе боксёрской команды Китая на ещё один олимпийский цикл и продолжил принимать участие в крупнейших международных турнирах. Так, в 2010 году он завоевал серебряную медаль на домашних Азиатских играх в Гуанчжоу, уступив в финале индусу Викасу Кришану Ядаву.
В 2011 году дошёл до четвертьфинала на азиатском первенстве в Инчхоне и до 1/8 финала на мировом первенстве в Баку.
Пытался пройти отбор на Олимпийские игры 2012 года в Лондоне, однако на Азиатской олимпийской квалификации в Астане уже на раннем этапе первого полусреднего веса был побеждён узбеком Уктамжоном Рахмоновым.
На чемпионате Китая 2013 года не смог попасть в число призёров и на том принял решение завершить спортивную карьеру.